# Relaciones Italia-Portugal
Las relaciones Italia–Portugal son las relaciones actuales e históricas entre la República Italiana y la República Portuguesa. Ambas naciones son miembros del Consejo de Europa, de la Unión Europea, de la OTAN, de la Organización para la Cooperación y el Desarrollo Económico, de la Unión por el Mediterráneo y de las Naciones Unidas.

## Historia

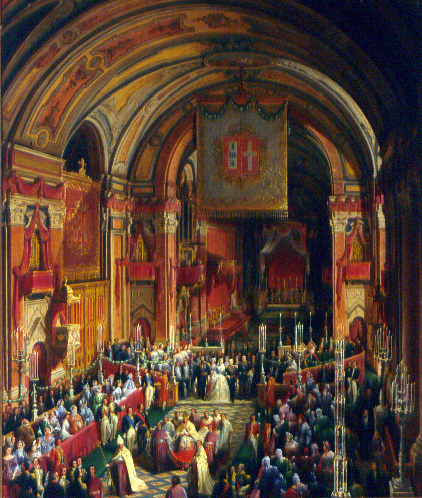
Boda entre el rey Luis I de Portugal y María Pía de Saboya en Lisboa; 1862.

Italia y Portugal tienen una larga historia de relaciones dada la proximidad entre ambas naciones. Bajo la Unión Ibérica de 1580 a 1640, Portugal y el Reino de Nápoles, el Reino de Sicilia y el Ducado de Milán fueron administrados por Madrid, España. Entre 1680 y 1682, hubo comercio directo entre Portugal y el Ducado de Saboya.
Hasta 1860, Portugal mantuvo representaciones diplomáticas ante el Reino de Cerdeña y ante el Reino de las Dos Sicilias. En abril de 1850, el embajador portugués residente en Roma acreditado ante la Santa Sede, fue también acreditado ante el Gran Ducado de Toscana. En 1860, Italia y Portugal establecieron relaciones diplomáticas formales. En septiembre de 1861, Portugal reconoció al rey Víctor Manuel III del Reino de Italia.
En septiembre de 1911, Italia reconoció la Primera República Portuguesa y en mayo de 1918, Italia reconoció el gobierno del presidente portugués Sidónio Pais. En 1946, el último rey italiano, Humberto II de Italia, huyó a Portugal, donde permaneció 37 años.
Durante la Primera Guerra Mundial, Portugal se mantuvo neutral, sin embargo, en 1916 se convirtió en miembro asociado a las fuerzas aliadas (que incluían a Italia). Durante la Segunda Guerra Mundial, Portugal se mantuvo neutral durante toda la guerra.
Las relaciones políticas entre Italia y Portugal siguen siendo estrechas. Ambas naciones son miembros de la Unión Europea y colaboran estrechamente en numerosos asuntos.

## Acuerdos bilaterales
Ambas naciones han firmado algunos acuerdos bilaterales, como el Tratado de Comercio y Navegación (1872); el Acuerdo de Cooperación Cultural y Científica (1977); el Acuerdo para Evitar la Doble Imposición y Prevenir la Evasión Fiscal en el Ámbito de los Impuestos sobre la Renta (1980); el Acuerdo de Seguridad (2007); y el Acuerdo de Protección Mutua de Información Clasificada (2007).

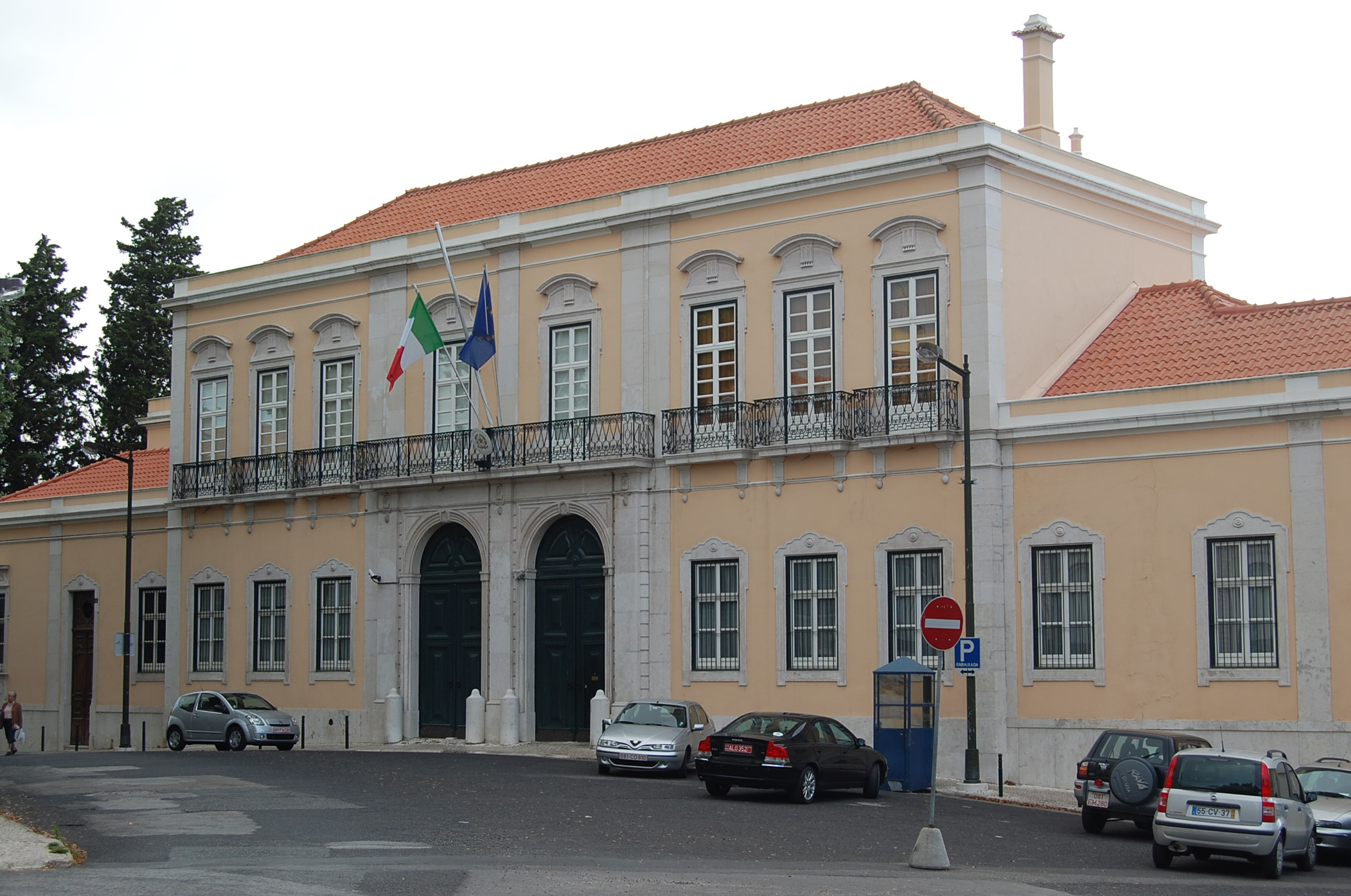
Embajada de Italia en Lisboa

## Misiones diplomáticas residentes
- Italia tiene una embajada en Lisboa.[4]
- Portugal tiene una embajada en Roma.[5]